# Hóquei sobre a grama nos Jogos Pan-Americanos de 2019 - Masculino
O torneio masculino de hóquei sobre a grama nos Jogos Pan-Americanos de 2019 foi realizado de 30 de julho a 10 de agosto no Campo de Hóquei, em Lima. Oito equipes participaram do evento.
A Argentina, com a conquista do título, carimbou vaga nos Jogos Olímpicos de 2020, em Tóquio. 

## Medalhistas
|  | ARG Argentina |  | CAN Canadá |  | USA Estados Unidos |
|  | Juan Manuel Vivaldi Pedro Ibarra Nicolás Keenan Maico Casella Matías Paredes Lucas Vila Leandro Tolini Ignacio Ortiz Juan Martín López Matías Rey Lucas Martínez Nicolás Cicileo Agustín Mazzilli Federico Fernández Agustín Bugallo Martín Ferreiro |  | Brandon Pereira Scott Tupper Oliver Scholfield Keegan Pereira Balraj Panesar Adam Froese Gordon Johnston Brenden Bissett James Wallace Mark Pearson John Smythe Iain Smythe James Kirkpatrick Sukhi Panesar Taylor Curran David Carter |  | Jonathan Klages Michael Barminski Tyler Sundeen Pat Harris Thomas Barratt Adam Miller Alberto Montilla Ajai Dhadwal Aki Kaeppeler Kei Kaeppeler Christian DeAngelis Paul Singh Sean Cicchie Deegan Huisman Jonathan Orozco Mohan Gandhi |

## Formato
As oito equipes foram divididas em dois grupos de quatro equipes. Cada equipe enfrentou as outras equipes do mesmo grupo, totalizando três jogos. A colocação final das equipes nos grupos determinou o emparelhamento das quartas de final, onde o primeiro colocado enfrentou o quarto e o segundo, o terceiro. As vencedoras das quartas se classificaram às semifinais e as perdedoras, para jogos de definição do quinto ao oitavo lugar. Nas semifinais, as vencedoras disputaram a final e as perdedoras, a medalha de bronze.

## Primeira fase
|  | Equipes classificadas à fase final |

Todas as partidas seguem o fuso horário local (UTC-5).
Grupo A
| Equipe                | Pts | J | V | E | D | GP | GC | SG  |
| --------------------- | --- | - | - | - | - | -- | -- | --- |
| ARG Argentina         | 9   | 3 | 3 | 0 | 0 | 20 | 1  | +19 |
| CHI Chile             | 6   | 3 | 2 | 0 | 1 | 7  | 5  | +2  |
| CUB Cuba              | 3   | 3 | 1 | 0 | 2 | 3  | 15 | –12 |
| TTO Trinidad e Tobago | 0   | 3 | 0 | 0 | 3 | 2  | 11 | –9  |

| 30 de julho de 2019 10:00                       |           |             |                                                                             |
| Argentina                                       | 5 – 1     | Chile       | Campo de Hóquei, Lima Árbitros: RSA Peter Wright USA Constantine Soteriades |
| Tolini 4', 5' Ferreiro 8' Martínez 26' Vila 30' | Relatório | Becerra 31' | Campo de Hóquei, Lima Árbitros: RSA Peter Wright USA Constantine Soteriades |

| 30 de julho de 2019 12:00 |           |                                 |                                                                     |
| Trinidad e Tobago         | 2 – 3     | Cuba                            | Campo de Hóquei, Lima Árbitros: CAN Tyler Klenk USA Benjamin Peters |
| Browne 19' Pierre 48'     | Relatório | Consuegra 22', 50' Aguilera 51' | Campo de Hóquei, Lima Árbitros: CAN Tyler Klenk USA Benjamin Peters |

| 1 de agosto de 2019 14:00                  |           |      |                                                                                    |
| Chile                                      | 4 – 0     | Cuba | Campo de Hóquei, Lima Árbitros: USA Constantine Soteriades MEX Jonathan Altamirano |
| Becerra 14', 17' Richter 36' Fer. Renz 60' | Relatório |      | Campo de Hóquei, Lima Árbitros: USA Constantine Soteriades MEX Jonathan Altamirano |

| 1 de agosto de 2019 16:00 |           |                                                                  |                                                                          |
| Trinidad e Tobago         | 0 – 6     | Argentina                                                        | Campo de Hóquei, Lima Árbitros: IND Deepak Joshi PER Rodrigo Rivadeneira |
|                           | Relatório | Tolini 3' Mazzilli 25', 45' Paredes 29' Casella 41' Martínez 49' | Campo de Hóquei, Lima Árbitros: IND Deepak Joshi PER Rodrigo Rivadeneira |

| 3 de agosto de 2019 10:00 |           |                   |                                                                         |
| Chile                     | 2 – 0     | Trinidad e Tobago | Campo de Hóquei, Lima Árbitros: CAN Tyler Klenk MEX Jonathan Altamirano |
| Rodriguez 15' Amoroso 37' | Relatório |                   | Campo de Hóquei, Lima Árbitros: CAN Tyler Klenk MEX Jonathan Altamirano |

| 3 de agosto de 2019 14:00                                                                |           |      |                                                                                |
| Argentina                                                                                | 9 – 0     | Cuba | Campo de Hóquei, Lima Árbitros: USA Constantine Soteriades USA Benjamin Peters |
| Tolini 11', 46' Martínez 15', 42' Fernandez 40' Mazzilli 51' Keenan 53' Casella 53', 58' | Relatório |      | Campo de Hóquei, Lima Árbitros: USA Constantine Soteriades USA Benjamin Peters |

Grupo B
| Equipe             | Pts | J | V | E | D | GP | GC | SG  |
| ------------------ | --- | - | - | - | - | -- | -- | --- |
| CAN Canadá         | 9   | 3 | 3 | 0 | 0 | 23 | 2  | +21 |
| USA Estados Unidos | 6   | 3 | 2 | 0 | 1 | 21 | 5  | +16 |
| MEX México         | 3   | 3 | 1 | 0 | 2 | 10 | 12 | –2  |
| PER Peru           | 0   | 3 | 0 | 0 | 3 | 3  | 38 | –35 |

| 30 de julho de 2019 14:00                       |           |             |                                                                    |
| Canadá                                          | 5 – 1     | México      | Campo de Hóquei, Lima Árbitros: ARG Federico Silva PAR Hugo Romero |
| Scholfield 7', 39' Pearson 28', 30' Pereira 54' | Relatório | Aguilar 34' | Campo de Hóquei, Lima Árbitros: ARG Federico Silva PAR Hugo Romero |

| 30 de julho de 2019 16:00 |           |      |                                                                   |
| Estados Unidos | 16 – 0    | Peru | Campo de Hóquei, Lima Árbitros: IND Deepak Joshi CUB Reinier Díaz |
| K. Kaeppler 2', 51' Harris 2' Huisman 3', 10', 11', 47', 55' Cicchi 6', 26' Montilla 7', 39' Singh 31', 45' Orozco 47' Barratt 49' | Relatório |      | Campo de Hóquei, Lima Árbitros: IND Deepak Joshi CUB Reinier Díaz |

| 1 de agosto de 2019 10:00                                                 |           |                                |                                                                  |
| México                                                                    | 8 – 2     | Peru                           | Campo de Hóquei, Lima Árbitros: CUB Reinier Díaz PAR Hugo Romero |
| Sosa 3', 54' Aguilar 30+', 33' Villegas 41', 57' Sandoval 54' Estrada 60' | Relatório | Vilakivi 49' Dias Espinosa 55' | Campo de Hóquei, Lima Árbitros: CUB Reinier Díaz PAR Hugo Romero |

| 1 de agosto de 2019 12:00 |           |                                              |                                                                     |
| Estados Unidos            | 0 – 4     | Canadá                                       | Campo de Hóquei, Lima Árbitros: RSA Peter Wright ARG Federico Silva |
|                           | Relátorio | Johnston 5', 11' Pearson 18' Kirkpatrick 38' | Campo de Hóquei, Lima Árbitros: RSA Peter Wright ARG Federico Silva |

| 3 de agosto de 2019 12:00 |           |                                                          |                                                                   |
| México                    | 1 – 5     | Estados Unidos                                           | Campo de Hóquei, Lima Árbitros: RSA Peter Wright CUB Reinier Díaz |
| Terminel 41'              | Relatório | Montilla 26', 55' Sundeen 41' Harris 43' A. Kaeppler 54' | Campo de Hóquei, Lima Árbitros: RSA Peter Wright CUB Reinier Díaz |

| 3 de agosto de 2019 16:00 |           |                  |                                                                     |
| Canadá | 14 – 1    | Peru             | Campo de Hóquei, Lima Árbitros: IND Deepak Joshi ARG Federico Silva |
| I. Smythe 3' Johnston 4' Wallace 4', 36' Tupper 14', 57' Panesar 22' Pereira 26', 55' Scholfield 27', 41', 44' Pearson 33', 42' | Relatório | Diaz Espinosa 8' | Campo de Hóquei, Lima Árbitros: IND Deepak Joshi ARG Federico Silva |

## Fase final
|  | Quartas-de-final   | Quartas-de-final   |                     |       | Semifinais     | Semifinais |  |  | Final               | Final |
|  |                    |                    |                     |       |                |            |  |  |                     |       |
|  | 5 de julho – 13:30 |                    |                     |       |                |            |  |  |                     |       |
|  |                    |                    |                     |       |                |            |  |  |                     |       |
|  | Argentina          | 14                 |                     |       |                |            |  |  |                     |       |
|  | Argentina          | 14                 | 8 de julho – 15:00  |       |                |            |  |  |                     |       |
|  | Peru               | 1                  |                     |       |                |            |  |  |                     |       |
|  | Peru               | 1                  | Argentina           | 5     |                |            |  |  |                     |       |
|  | 5 de julho – 15:45 |                    | Argentina           | 5     |                |            |  |  |                     |       |
|  |                    | Estados Unidos     | 0                   |       |                |            |  |  |                     |       |
|  | Chile              | Estados Unidos     | 0                   | 2     |                |            |  |  |                     |       |
|  | Chile              |                    | 10 de julho – 15:00 | 2     |                |            |  |  |                     |       |
|  | México             | 0                  |                     |       |                |            |  |  |                     |       |
|  | México             | 0                  | Argentina           | 5     |                |            |  |  |                     |       |
|  | 5 de julho – 18:00 |                    | Argentina           | 5     |                |            |  |  |                     |       |
|  |                    | Canadá             | 2                   |       |                |            |  |  |                     |       |
|  | Cuba               | Canadá             | 2                   | 1     |                |            |  |  |                     |       |
|  | Cuba               | 8 de julho – 17:15 |                     | 1     |                |            |  |  |                     |       |
|  | Estados Unidos     | 5                  |                     |       |                |            |  |  |                     |       |
|  | Estados Unidos     | 5                  | Chile               | 2     | 3º lugar       | 3º lugar   |  |  |                     |       |
|  | 5 de julho – 20:15 |                    | Chile               | 2     | 3º lugar       | 3º lugar   |  |  |                     |       |
|  |                    | Canadá             | 3                   |       |                |            |  |  |                     |       |
|  | Trinidad e Tobago  | Canadá             | 3                   | 1     | Estados Unidos | 2          |  |  |                     |       |
|  | Trinidad e Tobago  |                    |                     | 1     | Estados Unidos | 2          |  |  |                     |       |
|  | Canadá             | 5                  |                     | Chile | 1              |            |  |  |                     |       |
|  | Canadá             | 5                  |                     |       | 1              |            |  |  |                     |       |
|  |                    |                    |                     |       |                |            |  |  | 10 de julho – 17:15 |       |
|  |                    |                    |                     |       |                |            |  |  |                     |       |

### Quartas de final
| 5 de agosto de 2019 13:30                                                                                  |           |                   |                                                                             |
| Argentina                                                                                                  | 14 – 1    | Peru              | Campo de Hóquei, Lima Árbitros: MEX Jonathan Altamirano USA Benjamin Peters |
| Tolini 2', 35', 57' Rey 6' Ferreiro 13', 60' Martínez 19' Paredes 20', 49' Casella 21', 25', 39', 43', 47' | Relatório | Diaz Espinosa 30' | Campo de Hóquei, Lima Árbitros: MEX Jonathan Altamirano USA Benjamin Peters |

| 5 de agosto de 2019 15:45 |           |        |                                                                  |
| Chile                     | 2 – 0     | México | Campo de Hóquei, Lima Árbitros: RSA Peter Wright PAR Hugo Romero |
| Fel. Renz 22' Richter 54' | Relatório |        | Campo de Hóquei, Lima Árbitros: RSA Peter Wright PAR Hugo Romero |

| 5 de agosto de 2019 18:00 |           |                                                       |                                                                    |
| Cuba                      | 1 – 5     | Estados Unidos                                        | Campo de Hóquei, Lima Árbitros: CAN Tyler Klenk ARG Federico Silva |
| Consuegra 38'             | Relatório | Harris 36' A. Kaeppler 40' Huisman 41', 51' Singh 51' | Campo de Hóquei, Lima Árbitros: CAN Tyler Klenk ARG Federico Silva |

| 5 de agosto de 2019 20:15 |           |                                                      |                                                                             |
| Trinidad e Tobago         | 1 – 5     | Canadá                                               | Campo de Hóquei, Lima Árbitros: IND Deepak Joshi USA Constantine Soteriades |
| Browne 6'                 | Relatório | I. Smythe 2' Pearson 10' Bissett 47' Tupper 49', 56' | Campo de Hóquei, Lima Árbitros: IND Deepak Joshi USA Constantine Soteriades |

### Classificação 5º–8º lugar
| 8 de agosto de 2019 09:30 |           |                                                                                 |                                                                          |
| Peru                      | 0 – 7     | Cuba                                                                            | Campo de Hóquei, Lima Árbitros: RSA Peter Wright MEX Jonathan Altamirano |
|                           | Relatório | Lopez 27' Aguilera 38' Somonte 44' Consuegra 48', 54' Tratzant 50' Calderon 53' | Campo de Hóquei, Lima Árbitros: RSA Peter Wright MEX Jonathan Altamirano |

| 8 de agosto de 2019 11:45 |           |                                      |                                                                        |
| México                    | 0 – 3     | Trinidad e Tobago                    | Campo de Hóquei, Lima Árbitros: CAN Benjamin Peters CUB Reinier García |
|                           | Relatório | Te. Marcano 43', 47' Ta. Marcano 47' | Campo de Hóquei, Lima Árbitros: CAN Benjamin Peters CUB Reinier García |

### Semifinais
| 8 de agosto de 2019 15:00                                 |           |                |                                                                 |
| Argentina                                                 | 5 – 0     | Estados Unidos | Campo de Hóquei, Lima Árbitros: CAN Tyler Klenk PAR Hugo Romero |
| Paredes 5' Vila 14' Mazzilli 20' Casella 45' Martínez 59' | Relatório |                | Campo de Hóquei, Lima Árbitros: CAN Tyler Klenk PAR Hugo Romero |

| 8 de agosto de 2019 17:15 |           |                              |                                                                             |
| Chile                     | 2 – 3     | Canadá                       | Campo de Hóquei, Lima Árbitros: IND Joshi Deepak USA Constantine Soteriades |
| Rodriguez 23', 54'        | Relatório | Tupper 19', 55' Johnston 43' | Campo de Hóquei, Lima Árbitros: IND Joshi Deepak USA Constantine Soteriades |

### Disputa pelo 7º lugar
| 10 de agosto de 2019 09:30 |           |                                                             |                                                                        |
| Peru                       | 0 – 6     | México                                                      | Campo de Hóquei, Lima Árbitros: USA Benjamin Peters CUB Reinier García |
|                            | Relatório | Mendez 21', 22', 51' Castillo 30' Aguilar 49' Hernández 58' | Campo de Hóquei, Lima Árbitros: USA Benjamin Peters CUB Reinier García |

### Disputa pelo 5º lugar
| 10 de agosto de 2019 11:45 |           |                           |                                                                  |
| Cuba                       | 1 – 2     | Trinidad e Tobago         | Campo de Hóquei, Lima Árbitros: IND Deepak Joshi PAR Hugo Romero |
| Calderon 22'               | Relatório | James 10' Te. Mercano 17' | Campo de Hóquei, Lima Árbitros: IND Deepak Joshi PAR Hugo Romero |

### Disputa pelo bronze
| 10 de agosto de 2019 15:00 |           |          |                                                                    |
| Estados Unidos             | 2 – 1     | Chile    | Campo de Hóquei, Lima Árbitros: ARG Federico Silva CAN Tyler Klenk |
| Huisman 2' A. Kaeppler 38' | Relatório | Renz 50' | Campo de Hóquei, Lima Árbitros: ARG Federico Silva CAN Tyler Klenk |

### Disputa pelo ouro
| 10 de agosto de 2019 17:15                             |           |                                |                                                                             |
| Argentina                                              | 5 – 2     | Canadá                         | Campo de Hóquei, Lima Árbitros: RSA Peter Wright USA Constantine Soteriades |
| J.López 17', 19' Ferreiro 27' Casella 40' Martínez 53' | Relatório | Tupper 16' Gordon Johnston 60' | Campo de Hóquei, Lima Árbitros: RSA Peter Wright USA Constantine Soteriades |

## Classificação final
| Pos.              | Equipe                | Campanha | Campanha | Campanha |
| Pos.              | Equipe                | V        | E        | D        |
| ----------------- | --------------------- | -------- | -------- | -------- |
| Medalha de ouro   | ARG Argentina         | 6        | 0        | 0        |
| Medalha de prata  | CAN Canadá            | 5        | 0        | 1        |
| Medalha de bronze | USA Estados Unidos    | 4        | 0        | 2        |
| 4                 | CHI Chile             | 3        | 0        | 3        |
| 5                 | TTO Trinidad e Tobago | 2        | 0        | 4        |
| 6                 | CUB Cuba              | 2        | 0        | 4        |
| 7                 | MEX México            | 2        | 0        | 4        |
| 8                 | PER Peru              | 0        | 0        | 6        |